# The Insulated World
Albums de Dir En Grey
Arche
(2014) Phalaris
(2022)
Singles
1. Utafumi
Sortie : 27 juillet 2016
2. Ningen o kaburu
Sortie : 25 avril 2018

The Insulated World est le dixième album studio du groupe de rock japonais Dir En Grey, sorti le 26 septembre 2018 chez Firewall Div./SMEJ.

## Production
The Insulated World est le premier album du groupe en 4 ans, après la sortie de Arche en 2014. La version remixée et remasterisée des singles Utafumi (詩 踏 み) et Ningen wo Kaburu (人間 を 被 る), avec voix réenregistrées, sont inclus à cette occasion.
The Insulated World est disponible en trois éditions : édition régulière, première édition limitée avec un CD bonus et édition deluxe limitée avec un CD bonus ainsi qu'un Blu-ray / DVD bonus. Le CD bonus en édition deluxe limitée comprend une nouvelle version de trois anciennes chansons dont Kigan (鬼眼) (de Kisou), The Deeper Vileness (de The Marrow of a Bone) et Wake (理由) (de Macabre) ainsi que des enregistrements live de Fukai (腐 海), Ash et Beautiful Dirt, tirés de performances au Shinkiba Studio Coast à Kōtō, Tokyo, Japon le 30 juin 2018. Le CD bonus en première édition limitée de presse ne comprend que Kigan ainsi que des enregistrements live de Fukai et Beautiful Dirt.
Le bonus Blu-ray / DVD comprend des enregistrements live tirés de concerts au Sendai Ginko Hall Izumity21 à Sendai, préfecture de Miyagi, le 28 avril 2018 et au Shinkiba Studio Coast à Kōtō, Tokyo, le 30 avril 2018 (spectacle supplémentaire).

## Liste des pistes
Toutes les paroles sont écrites par Kyo, toute la musique est composée par Dir En Grey.
| 1.    | Keibetsu to hajimari (軽蔑と始まり) | 3:12 |
| 2.    | Devote My Life                      | 2:46 |
| 3.    | Ningen wo kaburu (人間を被る)       | 3:44 |
| 4.    | Celebrate Empty Howls               | 3:22 |
| 5.    | Utafumi (詩踏み)                    | 3:07 |
| 6.    | Rubbish Heap                        | 3:06 |
| 7.    | Aka (赫)                            | 3:58 |
| 8.    | Values of Madness                   | 3:30 |
| 9.    | Downfall                            | 2:49 |
| 10.   | Followers                           | 4:40 |
| 11.   | Keigaku no yoku (谿壑の欲)          | 4:29 |
| 12.   | Zetsuentai (絶縁体)                 | 7:20 |
| 13.   | Ranunculus                          | 4:24 |
| 50:27 |                                     |      |

| First press limited edition bonus CD | First press limited edition bonus CD                                | First press limited edition bonus CD | First press limited edition bonus CD | First press limited edition bonus CD | First press limited edition bonus CD | First press limited edition bonus CD | First press limited edition bonus CD | First press limited edition bonus CD | First press limited edition bonus CD |
| No                                   | Titre                                                               | Durée                                |                                      |                                      |                                      |                                      |                                      |                                      |                                      |
| ------------------------------------ | ------------------------------------------------------------------- | ------------------------------------ | ------------------------------------ | ------------------------------------ | ------------------------------------ | ------------------------------------ | ------------------------------------ | ------------------------------------ | ------------------------------------ |
| 1.                                   | Kigan (鬼眼)                                                        | 4:01                                 |                                      |                                      |                                      |                                      |                                      |                                      |                                      |
| 2.                                   | Fukai (腐海) (Live Take at SHINKIBA STUDIO COAST le 30 juin 2018)   | 5:29                                 |                                      |                                      |                                      |                                      |                                      |                                      |                                      |
| 3.                                   | Beautiful Dirt (Live Take at SHINKIBA STUDIO COAST le 30 juin 2018) | 3:18                                 |                                      |                                      |                                      |                                      |                                      |                                      |                                      |
| 12:48                                |                                                                     |                                      |                                      |                                      |                                      |                                      |                                      |                                      |                                      |

| Limited deluxe edition bonus CD | Limited deluxe edition bonus CD                                      | Limited deluxe edition bonus CD | Limited deluxe edition bonus CD | Limited deluxe edition bonus CD | Limited deluxe edition bonus CD | Limited deluxe edition bonus CD | Limited deluxe edition bonus CD | Limited deluxe edition bonus CD | Limited deluxe edition bonus CD |
| No                              | Titre                                                                | Durée                           |                                 |                                 |                                 |                                 |                                 |                                 |                                 |
| ------------------------------- | -------------------------------------------------------------------- | ------------------------------- | ------------------------------- | ------------------------------- | ------------------------------- | ------------------------------- | ------------------------------- | ------------------------------- | ------------------------------- |
| 1.                              | Kigan (鬼眼)                                                         | 4:01                            |                                 |                                 |                                 |                                 |                                 |                                 |                                 |
| 2.                              | The Deeper Vileness (new version)                                    | 3:44                            |                                 |                                 |                                 |                                 |                                 |                                 |                                 |
| 3.                              | Wake (理由)                                                          | 5:32                            |                                 |                                 |                                 |                                 |                                 |                                 |                                 |
| 4.                              | Fukai (腐海) (Live Take at SHINKIBA STUDIO COAST on June 30, 2018)   | 5:29                            |                                 |                                 |                                 |                                 |                                 |                                 |                                 |
| 5.                              | Ash (Live Take at SHINKIBA STUDIO COAST on June 30, 2018)            | 5:01                            |                                 |                                 |                                 |                                 |                                 |                                 |                                 |
| 6.                              | Beautiful Dirt (Live Take at SHINKIBA STUDIO COAST on June 30, 2018) | 3:18                            |                                 |                                 |                                 |                                 |                                 |                                 |                                 |
| 27:05                           |                                                                      |                                 |                                 |                                 |                                 |                                 |                                 |                                 |                                 |

| 1.  | Ranunculus (Promotion Edit Ver.) (music clip)                                                                    |  |
| 2.  | Different Sense (Live at Sendai Ginko Hall Izumity21 in Sendai, préfecture de Miyagi, Japan le 28 avril 2018)    |  |
| 3.  | Karasu (鴉) (Live at Sendai Ginko Hall Izumity21 in Sendai, Miyagi Prefecture, Japan le 28 avril 2018)           |  |
| 4.  | Disabled Complexes (Live at Sendai Ginko Hall Izumity21 in Sendai, Miyagi Prefecture, Japan le 28 avril 2018)    |  |
| 5.  | Kiri to Mayu (霧と繭) (Live at Sendai Ginko Hall Izumity21 in Sendai, Miyagi Prefecture, Japan le 28 avril 2018) |  |
| 6.  | Vinushka (Live at Shinkiba Studio Coast in Kōtō, Tokyo, Japan le 30 avril 2018 - additional show)                |  |
| 7.  | Audience Killer Loop (Live at Shinkiba Studio Coast in Kōtō, Tokyo, Japan le 30 avril 2018 - additional show)    |  |
| 8.  | Repetition of Hatred (Live at Shinkiba Studio Coast in Kōtō, Tokyo, Japan le 30 avril 2018 - additional show)    |  |
| 9.  | Behind a Vacant Image (Live at Shinkiba Studio Coast in Kōtō, Tokyo, Japan le 30 avril 2018 - additional show)   |  |
| 10. | Behind the Scenes of The Insulated World                                                                         |  |

## Personnel
| Dir En Grey - Kyo (京) : voix principale - Kaoru (薫) : guitares, programming - Die : guitares - Toshiya : basse - Shinya : batterie Musiciens additionnels - Kazutaka Minemori : Master Tone | Production - Dir En Grey : production - Keisuke Kamata : enregistrement - Koji Maruyama : enregistrement - Ryosuke Ishida : engineering assistant - Takashi Nemoto : engineering assistant - Dan Lancaster : mixage - Brian "Big Bass" Gardner : mastering - Koji Yoda : illustration de pochette, art direction, design - Rino Chihara : design - Takao Ogata : photographie - Dynamite Tommy : producteur exécutif Production (bonus CD) - Koji Maruyama : mixage - Jens Bogren : mixage (sur Kigan, The Deeper Vileness et Wake) |

## Classements
| Pays                | Classement | Plus haut classement | Ventes  |
| ------------------- | ---------- | -------------------- | ------- |
| Japan Weekly Albums | Oricon     | 6                    | 21,767r |